# Helike
Helike (în greacă Ἑλίκη) a fost un vechi oraș grec, ce s-a scufundat noaptea în iarna anului 373 î.Hr.. Orașul se afla în Achaea (provincie romană), nordul peninsulei Peloponez, la 2 kilometri de Golful Corintului, în imediata apropiere a orașului grec Boura. Se credea că orașul ar fi o legendă până în 2001, când a fost descoperit în Delta Helike.